# Académie d'histoire de l'orfèvrerie en Belgique
L'Académie d’histoire de l’orfèvrerie en Belgique, est une société savante fondée en 1986 à Bruxelles.
Elle a comme but l'étude de tout ce qui concerne au point de vue historique et stylistique l'orfèvrerie produite dans l'actuel royaume de Belgique, c'est-à-dire les anciens Pays-Bas du Sud et les libres principautés de Liège, Stavelot et Malmedy.
Les membres de l'Académie d'histoire de l'orfèvrerie en Belgique sont choisis parmi les auteurs spécialisés dans le domaine de l'orfèvrerie belge.

## Publications
- L'Académie publie un bulletin.

## Membres
- Jean-Jacques van Ormelingen, secrétaire général.
- Baron Emmanuel de Moffarts, administrateur-trésorier.

## Lieu des séances et siège de la société
- Parc du Cinquantenaire
- Avenue des Nerviens, 10
- 1000 Bruxelles